# منتخب كوريا الجنوبية لكأس ديفيز
منتخب كوريا الجنوبية لكأس ديفيز هو ممثل كوريا الجنوبية الرسمي في كرة المضرب في كأس ديفيز.